# 宾退录
《宾退录》十卷，南宋赵与旹撰，是一部宋代文人笔记。《四库总目提要》称其可为《梦溪笔谈》《容斋随笔》之续。

## 版本源流
当代所有版本的《宾退录》主要来源于南宋临安府睦亲坊陈氏经籍铺刊书棚本《宾退录》，每页十行，每行十八字。为元代杭州一位名叫周绪的人收藏，此后流转至苏州人张雯处。民国时蒋汝藻密韵楼曾持有此刊本，后入涵芬楼，今在国家图书馆。日本加賀藩前田氏尊经阁文库亦藏有此本。可能是從朝鮮流傳而來。在刊本行世后开始有抄本流传，书棚本明代有唐风楼钞本《宾退录》，是正德四年巩昌府刊本的写本，十一行二十字，后为傅增湘所藏，但傅氏怀疑它与书棚本不是同一系统，王国维手校过此本。校宋本《宾退录》，出于王闻远，为康熙六十一年王氏拿宋刊本对照明刊本校对后的产物，后归黄丕烈、杨绍和藏。明代还有一抄本，直接从宋刊本传写，为高翰声的藏书。清代有朱彝尊抄影宋本《宾退录》（陆心源藏，后流入静嘉堂文库），后经何焯校正（今藏上海图书馆），周叔弢有何校传写本。缪荃孙对雨楼新刊本（依照璜川吴氏影抄书棚本《宾退录》重刊）、张钧衡择是居本、乾隆五十一年萧山蔡滨影抄本（今藏中华民国国家图书馆）。复有存恕堂仿宋重刊本《宾退录》，为乾隆十七年（1753）壬申依照某种宋本刊行，但与陈氏书铺刊本不同，《郋园读书志》说其前后都没有重刊序板。